# Wortegem-Petegem
Wortegem-Petegem é um município belga da província de Flandres Oriental. O município é constituído pelas vilas de Elsegem, Moregem, Ooike, Petegem e Wortegem. Em 1 de Janeiro de 2006, o município de Wortegem-Petegem tinha uma população de 5.977 habitantes., uma área total de 41,96 km² e uma densidade populacional de 142 habitantes por km².